# Harry Paget Flashman
Pour les articles homonymes, voir Flashman.
Sir Harry Paget Flashman (1822–1915) est le héros de la série de romans Les Archives Flashman, de George MacDonald Fraser.

## Présentation
Ce personnage est inspiré du personnage Flashman imaginé par Thomas Hugues dans Tom Brown's Schooldays (1857). Dans ce livre, Flashman est un bagarreur qui mène la vie dure au pauvre Tom Brown, le héros et se fait exclure du Rugby School. George MacDonald Fraser a donc eu l'idée de reprendre ce héros après son exclusion pour ivresse et d'en faire un soldat victorien. Toutefois, c'est en tout point un antihéros : il devient héros du Royaume-Uni sans avoir rien fait pour le mériter, bien au contraire.

## Flashman l'homme
Sir Harry Paget Flashman VC KCB KCIE (1822–1915) est le pire officier de l'armée britannique mais en est fier. Il revendique dans ses mémoires d'être un lâche, pleutre, froussard, voleur, violeur en une occasion, menteur, usurpateur et la liste est non exhaustive. Il n'a mérité aucune des récompenses qu'on lui a octroyé, mais n'en a cure. Tout ce qu'il a gagné, il le doit à sa formidable chance. Ses récompenses sont le fruit de supercheries, il n'a pas reculé pour les obtenir devant le sacrifice de la vie... de ses compagnons d'arme. Il se reconnaît toutefois deux qualités fort utiles : il a le don des langues et est bel homme. En effet, cet anti-héros est un coucheur invétéré, trompant son épouse avec la première femme qu'il peut (gueuses, paysannes, compagne de son père, conquêtes de ses collègues, prostituées, esclave sexuelle, princesses, courtisanes, actrices...) s'adonnant de surcroît une fois au viol.

### L'origine de Flashman
Fraser donne à Flashman une existence de 1822 à 1915 et une date de naissance de 5 mai. Le prénom et le deuxième prénom de Flashman font allusion à Henry William Paget, un héros de la bataille de Waterloo, qui eut une liaison avec la femme du plus jeune frère du duc de Wellington (ce qui était un des plus grands scandales du siècle).
Dans le premier roman, Flashman, Flashman écrit que la fortune de sa famille est gagnée en Amérique par son grand-père, Jack Flashman, qui a vendu du rhum, a pratiqué la traite des Noirs, et « piraté aussi, je ne doute pas ». Malgré leur fortune, la famille Flashman « n'était jamais en vogue » : Flashman cite le chroniqueur Henry Greville, qui écrivit que « la tache grossière se montra, génération après génération, comme le fumier sous un rosier ». Son père, Henry Buckley Flashman, paraît en Black Ajax (1997). Buckley était un jeune officier intrépide dans le Calvaire qui est blessé à Talavera en 1809. Ensuite il essaya d'entrer dans « la société » pour sponsoriser le boxeur Tom Molineaux (le premier Africain qui disputait le titre de champion), et par la suite se maria avec la mère de Flashman, Lady Alicia Paget, une relation fictionelle de la vraie marquise d'Anglesey. Buckley servit comme membre du Parlement du Royaume-Uni, mais fut « envoyé à l'abattoir avec Reform ». En dehors de la politique, il s'intéressait à l'alcool, à la vénerie, et aux femmes.

### Ascension vers la fausse gloire
Après son expulsion de Rugby School pour ivresse, le jeune Flashman chercha une vie sans sourcis. Son père lui acheta un brevet d'officier dans le régiment du 11e Light Dragoons, et Flashman se jeta dans la vie sociale de Canterbury.
Après un duel avec un autre officier (à cause d'une courtisane française, et pendant lequel Flashman tricha), le jeune officier fut temporairement stationné en Écosse. Là, il rencontra et déflora Elspeth Morrison, la fille d'un riche directeur d'une manufacture de textile. Ensuite, la famille strite d'Elspeth le força à se marier avec elle, et les jeunes mariés renvinrent en Angleterre.

## Flashman et les femmes
Flashman est décrit un comme un séducteur, au croisement de Don Juan et de Rocco Siffredi, ayant des mœurs assez libres. En effet, il est marié à Elspeth, sa ravissante, fougueuse et soi-disant naïve femme. Toutefois c'est sans elle qu'il part en Inde et en Afghanistan, et la trompe allègrement avec la première gueuse qui passe. Il va jusqu'à s'octroyer les services d'une esclave sexuelle en Inde et en viole une (la seule!) en Afghanistan.
C'est d'ailleurs des femmes que viendront la majeure partie de ses soucis dans Le Hussard de Sa Majesté: il couche avec la femme entretenue par son père, qui semble s'en douter et précipite le départ de son fils à l'armée. Tranquillement installé dans un régiment « de luxe » en Angleterre, il décide de coucher avec la conquête d'un autre officier. Sa réussite entraîne la foudre de ce dernier, et un duel force Flashman à partir pour l'Écosse. Là, il reporte ses désirs sur la fille de la famille bourgeoise qu'il protège, et qui le loge. Il séduit la belle, mais la famille le force alors à l'épouser. Apprenant son mariage avec une fille de négociant, son supérieur le désavoue et décide de l'envoyer aux Indes, d'où il atteint l'Afghanistan. Dans cette contrée, invité par un chef de tribu, il se voit offrir une jolie danseuse répondant au nom Narriman, et ne peut refuser ce cadeau. Hélas, il est obligé de la violer, mais cette dernière était la promise de l'homme qui était un farouche ennemi de Flashman. Lorsque celui-ci l'attrape, Flashman manque de peu de se faire ôter sa virilité par Narriman.